# شکارگیر تک‌شاخ
شکارگیر تک‌شاخ (نام علمی: Austrogomphus cornutus) نام یک گونه از سرده شکارگیرها است.